# Frasne-le-Château
Frasne-le-Château là một xã thuộc tỉnh Haute-Saône trong vùng Franche-Comté phía đông nước Pháp.